# Pseuderesia
Pseuderesia là một chi bướm ngày thuộc họ Lycaenidae.